# مذناب رومانزوفيا
مذناب رومانزيفيا أو فراشة المورمون القرمزي هي فراشة من أسرة فراشات خطافية الذيل، أول وصف لهذه الفراشة كان في عام 1821 من قبل العالم الروسي إشلوتز.

## وصف
سوداء اللون بالإضافة إلى وجود شريط قرمزي في اجنحتها من الداخل، طول جنتحيها يتراوح ما بين 12 إلى 14 سنتمتر، تعيش في جنوب اسيا والقارة الأسترالية في كل من سيليبس، بورنيو، جاوة، سومطرة، و الفلبين.

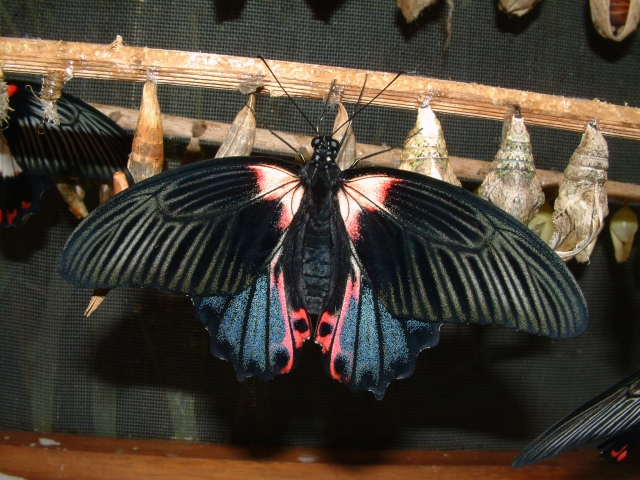

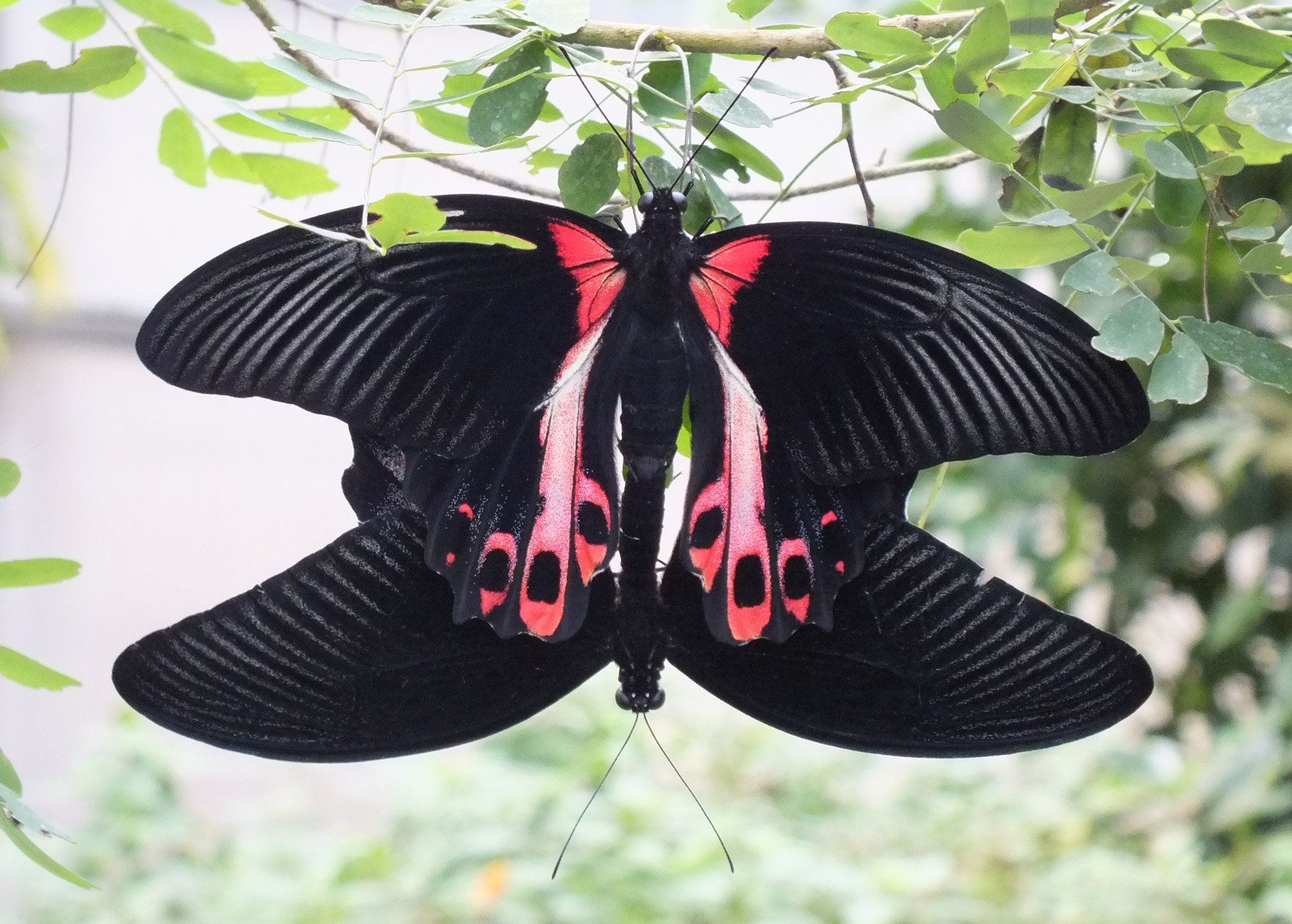

## روابط خارجية
- Butterflycorner.net